# Alan Thomas Kelly
Alan Thomas Kelly (Preston, 11 augustus 1968) is een voormalig profvoetballer uit Ierland, die speelde als doelman. Hij beëindigde zijn loopbaan in 2004 bij Blackburn Rovers. Zijn vader Alan Kelly (1936–2009) was eveneens keeper en speelde 47 keer voor de Ierse nationale ploeg in de periode 1956–1973.

## Interlandcarrière
Kelly maakte zijn debuut voor het Iers voetbalelftal op 17 februari 1993 in een oefenwedstrijd in Dublin tegen Wales (2-1). Hij verving Packie Bonner in dat duel na 45 minuten. Kelly speelde in totaal 34 interlands voor The Green Army.